# 日本缺齿鼹
日本缺齿鼹（学名：Mogera wogura）为鼹科缺齿鼹属的动物。在中国大陆，分布于河南、辽宁、安徽等地。该物种的模式产地在日本。

## 亚种
- 日本缺齿鼹朝鲜亚种（学名：Mogera wogura coreana），Thomas于1907年命名。在中国大陆，分布于河南、辽宁、安徽等地。该物种的模式产地在韩国汉城。[2]